# Elatostema bracteosum
Elatostema bracteosum är en nässelväxtart som beskrevs av Wen Tsai Wang. Elatostema bracteosum ingår i släktet Elatostema och familjen nässelväxter. Inga underarter finns listade i Catalogue of Life.